# Много шума из ничего (спектакль Театра имени Вахтангова)
«Много шума из ничего» — спектакль Театра им. Евг. Вахтангова по одноимённой комедии Шекспира, поставленный в 1936 году и в 1956-м снятый на киноплёнку. В 1946 году спектакль был записан на радио.

## История спектакля
Знаменитый спектакль режиссёра И. Раппопорта, в котором в 1936 году дебютировал как композитор Тихон Хренников. «Он был сосредоточением того, что называли „вахтанговским началом“ в его легком, живом, комедийно-ироничном повороте». Тогда главные роли исполняли Рубен Симонов и Цецилия Мансурова.
«В 30-е годы советские театры часто ставили Шекспира, как бы заново открывая его для зрителей. Театр имени Вахтангова выбрал для постановки комедию „Много шума из ничего“, привлеченный её яркостью, праздничностью, буффонной природой многих сценических положений. Развитые и обогащенные принципы „Турандот“ нашли здесь достойное применение. В спектакле, поставленном И. Рапопортом, было много веселья, блеска, выдумки и остроумия. В. Рындин сделал легкие, изящные, воздушные декорации. Т. Хренников написал мелодичную, запоминающуюся музыку. Поэтическое изящество, скрытый под маской иронии лиризм отличали исполнение Ц. Мансуровой роли Беатриче. Удивительно привлекательный образ Бенедикта создал Р. Симонов. „Симоновский Венедикт… — писал Ю. Юзовский, — вместе с умом сохраняет удивительное простодушие. Довольный моей остротой, он смеется каким-то детским смехом, он принимает вызов Беатриче, но, даже когда наносит ей ответный удар, в нем нет ни капли злости, он очень добрый, симоновский Бенедикт, очень теплый… Он с блеском произносит свои остроты, он подкупающе прост и благороден в серьезные минуты, но самое главное в нем — это все то же простодушие, наивность, чистота сердца. Он очень человечен“. Мощную волну шекспировского юмора безудержного веселья, буффонады вносили в спектакль Б. Шухмин (Клюква) и В. Кольцов (Кисель). М. Державин и А. Тутышкин демонстрировали в ролях стариков Леонато и Антонио великолепную вахтанговскую школу комедии. Жизнерадостный, пропитанный солнцем спектакль надолго остался в репертуаре вахтанговцев и навсегда — в истории советского театра».

### Музыка
После окончания Московской консерватории в 1936 г. Хренников продолжил образование в классе высшего мастерства у Шебалина. Тогда же «Хренников, которого после премьеры первой симфонии стали называть московским Шостаковичем, получил заказ от театра Вахтангова — написать музыку к спектаклю „Много шума из ничего“. Эту музыку Хренников писал на стыке 1935—1936 гг. Осенью 1936 г. состоялась премьера спектакля. Успех был колоссальный». В 1970-е по просьбе Большого театра композитор перерабатывает свою музыку к спектаклю «Много шума из ничего» в балет «Любовью за любовь». «Знакомые мелодии становятся основой хореографических монологов, адажио, дуэтов. К ним прибавляется много новых музыкальных номеров». Позже этот же музыкальный материал ляжет в основу следующей экранизации пьесы — Любовью за любовь (фильм) и комической оперы «Много шума из-за... сердец».

## Радиокомпозиция (1946)
В 1946 году спектакль Театра им. Вахтангова был записан для радио. Режиссёр радиокомпозиции М. Синельникова, главную роль исполнял Рубен Симонов и другие.

## Телеверсия (1956)
Вахтанговский спектакль пользовался огромным успехом, много лет не сходил со сцены и в 1956 году был записан для телевидения. Любимов (Бенедикт) участвовал в спектакле с самого начала — еще студентом в 1936 году сыграл Клавдио, а в 1952 году Рубен Симонов передал ему роль Бенедикта.

### Создатели
- Режиссёр телеверсии — Лев Замковой
- Оператор — Николай Прозоровский
- Художник — Яков Фельдман
- Композитор — Тихон Хренников
- Текст песен — Павел Антокольский

Студия «Моснаучфильм»

### В ролях
- Николай Бубнов — Дон Педро
- Анатолий Кацынский — Дон Жуан
- Надир Малишевский — Клавдио
- Юрий Любимов — Бенедикт
- Юлия Борисова — Геро
- Людмила Целиковская — Беатриче
- Владимир Осенев — Борахио
- Александр Бизюков — Конрад
- Николай Пажитнов — Леонато
- Владимир Покровский — Антонио
- Елена Измайлова — Маргарита
- Анна Данилович — Урсула
- Игорь Липский — Клюква
- Юрий Яковлев — Кисель
- Алексей Емельянов — Бальтазар
- Николай Яновский — Отец Франциск
- Константин Монов — Протоколист
- Юрий Лауфер — Вестник
- Вадим Русланов — Певец